# ジョージ・ハリスン
- ジョージ・ハリスン
- ジョージ・ハリソン

ジョージ・ハリスン （George Harrison、MBE、1943年2月25日 - 2001年11月29日） は、イングランドのシンガーソングライター、ギタリスト。

## 概略
1960年代にザ・ビートルズのメンバーとして、ヴォーカルと主にリード・ギターを担当。レノン＝マッカートニーの陰になりつつも自作曲を提供し続け、インド音楽の影響を受けて自らシタールを演奏するなど、ビートルズの音楽に貢献した。またインド音楽がロック・ミュージシャンに注目されるきっかけを作った。
解散後はソロ・シンガーとして、「マイ・スウィート・ロード」「美しき人生」「ギヴ・ミー・ラヴ」「セット・オン・ユー」などをヒットさせた。アルバムには『オール・シングス・マスト・パス』（1970年）などがある。スライドギターに定評がある。
エリック・クラプトン、ボブ・ディランなどと、広い交友関係を持っていた。1999年には自宅で暴漢に襲撃され重傷を負った。2001年、肺癌と脳腫瘍のため病没。
1988年にビートルズのメンバーとして、没後の2004年にソロで、ロックの殿堂入りを果たした。ローリング・ストーン誌が行った「史上最高のギタリスト100人」のリストで11位にランクインした。2002年にはレノンやマッカートニー、ボーイ・ジョージ、フレディ・マーキュリー、ロビー・ウィリアムズらとともに100名の最も偉大な英国人の一人に選出。

## 生涯

### 生い立ち
マージーサイド州リヴァプール郊外ウェイヴァートリー区アーノルド・グローヴ12番地でハロルド・ハリスン（1909年 - 1978年）とルイーズ・フレンチ（1911年 - 1970年7月7日）との間に1943年2月25日木曜日に三男として出生。4人兄弟の末っ子だった。労働者階級出身。当時の国王ジョージ6世に因んでジョージと命名される。
父ハロルドはウェールズ系のバス運転手。母ルイーズはアイルランド系の敬虔なカトリック教徒であった。同時にドイツ人の血も入っている。ハリスンが6歳になった時、一家はアプトン・グリーン25番地に引っ越した。ダヴディル・ロード幼児学校、ダヴディル小学校に通い、リバプール・インスティテュート・ハイスクール・フォー・ボーイズに入学した。当時の同級生は彼を「独りぼっちで隅に座ってるような奴」と評していた。
ロックンロールやロカビリーに熱中してスキッフル・バンドを結成するため、初めての楽器としてウォッシュボードを手にした。これは一緒にバンドを組もうとしていた2番目の兄ピーター（1940年 - 2007年）が既にギターを持っていたためである。しかし間もなくギターに興味を持ち、13歳の時に同級生から中古ギターを購入し、連日の練習を経て腕前を上達させ、念願だったスキッフル・バンドを結成する。バンド名は「Rebels」（レベルズ、「反逆者たち」の意）とした。レベルズが初めて舞台に立った日、参加予定の他のバンドが全て出演を辞退したので、持ち曲の少ない彼等は1曲を繰り返し演奏して数十分間の出番をやり遂げたという。
1950年代の中頃にポール・マッカートニーに出会う。マッカートニーに紹介されジョン・レノンらが所属していたビートルズの前身バンド「クオリーメン」に加入。空のバスの2階を使って行われた即席のオーディションで、当時高等技術を要することで知られたビル・ジャスティスの「ローンチー」というインストゥルメンタルを完璧に弾いて、レノンに認められて加入できたと言われている。しかし「いつもギターに触っていたい」という情熱を満たすため、以前から在籍しているバンドも辞めずに両方掛け持ちで活動に勤しんだ。そのため、時には8時間以上も徹夜で演奏することもあったが、彼には苦にならなかった。

### ビートルズ

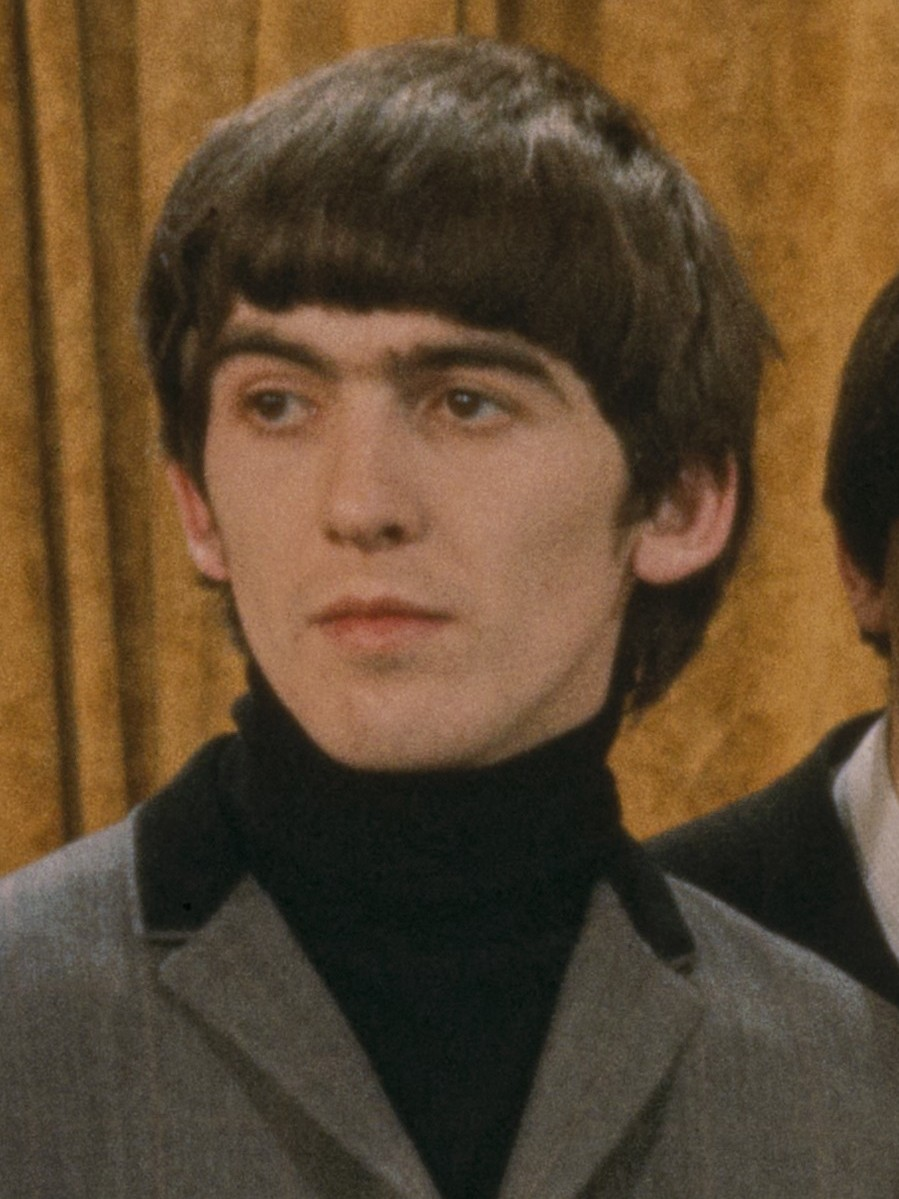
アメリカのバラエティ番組『エド・サリヴァン・ショー』出演時のジョージ・ハリスン（1964年）

ビートルズのメンバーでは最年少で、主にリードギターとコーラス、ヴォーカルを担当し、20曲以上の自作曲を提供した。様々な楽器の導入にも積極的で、初期にはエレクトリック12弦ギター、1960年代半ばの中期にはインドの民族楽器のシタール、1960年代末の後期には初期型シンセサイザーをいち早く導入した。インド音楽とロックの融合を試みて、1966年6月にロンドンでシタール奏者のラヴィ・シャンカ－ルに出会ったのをきっかけに、シャンカールからシタール演奏を学んだ。
ビートルズ時代に彼が書いた作品の特徴としては、メロディラインにシンコペーションを多用した曲が多いことが挙げられる。これはインド楽器を導入したのと同じ理由で、「レノンやマッカートニーとの違いを打ち出そうとする意識が強かった」からだとされる。ビートルズに取り上げられた彼の最初の作品はセカンド・アルバム『ウィズ・ザ・ビートルズ』（1963年）に収録された「ドント・バザー・ミー」で、タイム・アウト・ロンドンによってビートルズの楽曲47位にランクされた。当初は優秀なメロディメーカーであるレノン＝マッカートニーの陰に隠れた目立たないソングライターだったが、中期のアルバム『ラバー・ソウル』(1965年）に「恋をするなら」と「嘘つき女」が収録され、次作『リボルバー』（1966年）にはA面1曲目を飾った「タックスマン」を含む3曲が収録されるなど、次第に頭角を現した。そして後期には「ホワイル・マイ・ギター・ジェントリー・ウィープス」（1968年）、「サムシング」（1969年）、「ヒア・カムズ・ザ・サン」（1969年）、「アイ・ミー・マイン」（1970年）などの楽曲を提供した。またインド音楽を取り入れた「ラヴ・ユー・トゥ」（1966年）、「ウィズイン・ユー・ウィズアウト・ユー」（1967年）、「ジ・インナー・ライト」（1968年）を発表。「ウィズイン・ユー・ウィズアウト・ユー」と「ジ・インナー・ライト」の歌詞は、それぞれヒンドゥー教の思想と老子道徳経を引用した。
しかし彼はビートルズでは冷遇され、次第に「自分の曲はアルバム1作につき2曲しか収録されない」「自由にリードギターを弾かせてもらえない」などの不満を募らせていった。この不満に由来する他のメンバーとの確執は「ゲット・バック・セッション」でも顕在化した。彼はソロ活動を強く志向するようになり、ビートルズが解散した原因の一つを結果的に作った。
1968年11月、ビートルズの他のメンバーに先駆けてソロ・アルバム『不思議の壁』を発表。同アルバムは映画"Wonderwall"のオリジナル・サウンドトラック盤で、器楽曲中心の内容だった。制作はロンドンとボンベイ〈現ムンバイ）で行なわれ、ボンベイではインドのミュージシャンが数多く起用された。1969年5月、ビートルズのレコード会社であるアップル・レコードのサブ・レーベル「ザップル」から『電子音楽の世界』を発表。調律されていないモーグ・シンセサイザーを演奏して出した音をそのまま録音した前衛的な内容で、アメリカの前衛音楽家のバーニー・クラウスの協力を得て制作された。アルバム・ジャケットの絵は彼の作品である。
ビートルズのメンバーでは最も積極的に外部のミュージシャンと交流した。アップル・レコードと契約したジャッキー・ロマックスに「サワー・ミルク・シー」を提供し、1968年6月にマッカートニー、スター、エリック・クラプトン、ニッキー・ホプキンスと共にレコーディングに参加してプロデューサーも兼任した。当時クリームに在籍していたクラプトンと「バッジ」を共作して、1968年10月に行なわれたクリームのレコーディングに参加した。ビリー・プレストンがアップル・レコードに移籍して発表したアルバム『神の掟』(1969年）のプロデューサーを務めた。そしてクラプトンを自作曲「ホワイル・マイ・ギター・ジェントリー・ウィープス」（1968年）の録音に、プレストンを「ゲット・バック・セッション」（1969年）に招いて、閉塞状態に陥りがちだった閉鎖的なビートルズのサウンドを活性化させた。1969年にはクラプトンに誘われてデラニー&ボニー&フレンズのツアーに参加。この他にもボブ・ディラン、ボンゾ・ドッグ・ドゥー・ダー・バンドとの交流はよく知られる。無名時代にロリー・ストームと親交を持ったのもハリスンである。その初期において、デッカ・レコードにローリング・ストーンズを紹介したとも言われる。

### ソロ

#### 1970年代前半
ビートルズは1970年に解散し、元メンバーは全員、活発にソロ活動を展開した。ハリスンが同年に発表した3作目にして初の本格的なソロ・アルバム『オール・シングス・マスト・パス』は、ビートルズ在籍中にレノン=マッカートニーから正当に評価されず発表の機会を与えられなかった未発表曲を収録した大作で、異例の3枚組アルバムだったにもかかわらず全米と全英のアルバムチャートで1位を記録する大ヒットとなった。クラプトンを初めとしたデレク・アンド・ザ・ドミノスのメンバー、リンゴ・スター、バッドフィンガー、ビリー・プレストンらが参加し、彼とフィル・スペクターが共同でプロデュースした同アルバムは、50年後の現在も彼の代表作として高く評価されている。シングルでも「マイ・スウィート・ロード」「美しき人生」といったヒット曲を生み出し、前者は米英それぞれで4、5週連続1位を記録した。一方、同曲はシフォンズの「いかした彼」（1963年）の盗作であるとの訴訟を起こされ、1度敗訴。
さらに版権を手に入れたアラン・クレインにも訴訟を起こされ、81年に賠償金を支払っている。

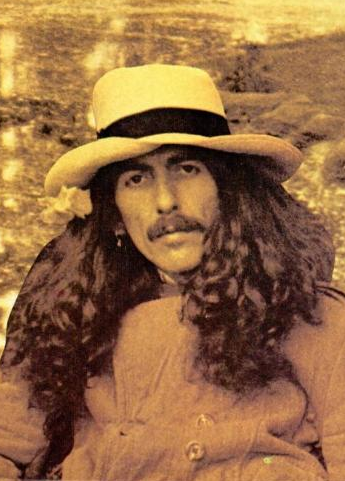
ジョージ・ハリスン（1971年）

1971年、シタールの師匠シャンカルのドキュメンタリー映画で資金繰りの目途が立たなくなって制作が中断されていた『ラーガ』を完成させるための援助を依頼され、アップル・フィルムに働きかけて配給元になる合意を得て同映画の制作を再開させた。さらにロサンゼルスに滞在してシャンカルと共同で同映画のサウンドトラック・アルバムを制作した。この時にシャンカルから同年3月に勃発したバングラデシュ独立戦争による東パキスタンの難民の惨状を訴えられ、7月にシングル『バングラ・デッシュ』を発表。8月1日には、ロック界初の大規模なチャリティー・コンサートになった『バングラデシュ難民救済コンサート』をシャンカルと共同で開催した。ニューヨークのマディソン・スクエア・ガーデンで午後2時半と午後8時の2回開かれたコンサートは、スター、エリック・クラプトン、ボブ・ディラン、レオン・ラッセルなどを迎えて大成功を収めた。10月には『ラーガ』が公開され、11月には彼がプロデュースした『ラーガ』のサウンドトラック・レコ―ドが発表された。そして12月には『バングラデシュ難民救済コンサート』の模様を収めた3枚組ライヴ・アルバムが発表されて、第15回グラミー賞（1972年度）のアルバム・オブ・ザ・イヤーに輝いた。
1972年2月28日、ロンドンでメルセデス・ベンツを運転中に事故を起こして負傷した。3月、監督ソール・スイマーのドキュメンタリー映画"The Concert for Bangladesh"が公開された。
1973年6月、アルバム『リヴィング・イン・ザ・マテリアル・ワールド』を発表。全英2位・全米で5週連続1位を記録した。アルバム発表に先立って同年5月にシングル発表された「ギヴ・ミー・ラヴ」はBillboard Hot 100で『マイ・スウィート・ロード』以来2度目となる第1位を獲得したほか、イギリス、カナダ、オーストラリアなど世界各国のシングルチャートでトップ10入りを果たした。
1974年5月、A&Mレコード傘下に「ダーク・ホース・レコード」を設立し、自分が発掘してプロデュースを手がけた新人の作品やシャンカルのアルバムなどを次々発表した。彼はまだアップルとの契約を残しており、同年11月にEMIからアルバム『ダーク・ホース』（全米4位）を発表。収録曲の「ディン・ドン」「ダーク・ホース」は日本でヒットした。彼はさらに積極的に活動を続け、同アルバムの発表に先立つ11月2日から12月20日まで、シャンカルと連名でビートルズ解散後初めての大規模な北米ツアーを行い、計45回のコンサートを開催した。しかしインド音楽の部を中間に挟む構成や多忙な生活がもたらしたと思われる声帯の不調などを指摘され、評論家の一部に酷評された。
同時期には「マイ・スウィート・ロード」の盗作疑惑の訴訟で敗訴するなど、順風満帆に過ぎていたソロ活動は、この頃から様々な不運によって精彩を欠き始め、レコードの売上も下降していった。

#### 1970年代後半
1975年、『ジョージ・ハリスン帝国』（全米8位）発表。日本ではシングル「二人はアイ・ラヴ・ユー」がヒットした。EMIとの契約が満了したので、ようやくダーク・ホース・レーベルに移籍して発表予定のアルバムの録音にとりかかるが、その矢先に肝炎を患って入院してしまう。そのため、配給元のA&Mに課せられていたアルバム用の音源の提出期限を遵守できず、鳴かず飛ばずのレコードばかり押し付けられて痺れをきらしていたA&Mから違約金の支払いを求める訴訟を起こされてしまう。
彼はA&Mに支払う違約金の立替払いを条件にワーナー・ブラザース・レコードと新たに契約。『33 1/3』（1976年）と『慈愛の輝き』（1979年）を発表し、それぞれ全米11位と14位という一定の成功を収めた。『慈愛の輝き』には久々に「ブロー・アウェイ」「愛はすべての人に」という彼らしい曲が収められていた。
1977年、親友クラプトンと交際を始めた妻パティと離婚。仕事で出会ったメキシコ系アメリカ人のオリヴィア・トリニアード・アリアスと1978年に再婚し、同年に一人息子のダーニ・ハリスンをもうけている。
1977年頃から音楽以外の活動にも興味を示すようになり、1978年に弁護士のデニス・オブライエンと共同出資する形で「ハンドメイド・フィルムス」を設立し、副業として映画制作の仕事を始めて成功を収めた。
1979年、自伝『アイ・ミー・マイン』を出版した。

#### 1980年代前半
副業の映画プロデューサーとして成功を収めた一方で、本業の音楽活動からは遠ざかるようになる。1980年に制作したアルバム『想いは果てなく〜母なるイングランド』は、販売元であるワーナー・ブラザース・レコードから「キャッチーな曲が少ない」「内容が暗い」という理由で発売延期と収録曲の差し替えを命じられてしまう。屈辱を味わいながらも録音を再開した矢先に起こったのが、1980年12月8日のジョン・レノン射殺事件である。このあまりに衝撃的な訃報が音楽業界に与えた影響は大きく、翌1981年から1982年にかけて、クイーンやエルトン・ジョンなどによるレノンへの追悼歌が多数発表された。ハリスンの1981年のシングル「過ぎ去りし日々」はその代表的な例であり、この曲は全米チャートで最高2位を記録する大ヒットとなった。この曲は、スターがドラム、ウイングス（ポール・マッカートニー夫妻とデニー・レインの3人）がコーラスで参加したことでも大きな話題を呼んだ。内容の差し替えを要求されたアルバムには、この曲を含む4曲が新たに代わりに収録され、同年に発売された。発売延期のせいもあってか全米10位、全英8位とシングルほどの大ヒットとはならなかったが、それでも復調の兆しは垣間見ることができた。
翌1982年には次作『ゴーン・トロッポ』を制作・発表するが、当時の彼は音楽業界に殆ど興味を失っていたようで、アルバムの宣伝には全く力を入れなかった。ワーナーも宣伝活動には協力しなかったため、アルバムはアメリカのチャートで100位圏外という結果に終わり、その他の国ではチャートに到達さえできなかった。このアルバムの発表以降、彼はときおり楽曲を私的に書くことはあったものの、アーティストとしての活動から半引退状態となる。1984年12月13日にディープ・パープルのシドニー公演のアンコールに飛び入り参加してリトル・リチャードの「ルシール」を共演したが、新曲発表としては映画『Porky's Revenge!』（1985年）に提供した主題歌「青春の想い」がサウンドトラック盤に収録され、シングル発売された程度だった。彼は後年、特に1985年を「最も音楽から離れた年」と呼んでいる。

#### 1980年代後半
本格的な音楽活動から遠ざかっていたハリスンに変化をもたらしたのが、1986年公開のマドンナ、ショーン・ペン主演の映画『上海サプライズ』だった。この作品のために、彼は数曲を提供し自らも出演。その中で共演したのが熱狂的なビートルズファンとしても知られるエレクトリック・ライト・オーケストラのジェフ・リンである。リンとの出会いにより、ハリスンは再び音楽活動への情熱を取り戻した。映画自体は評論家から酷評され、ペン夫妻の演技やハリスンの書いた主題歌はゴールデンラズベリー賞にノミネートされるなど、汚点ともいえるひどい代物であったものの、この作品の存在は後のハリスンの復活に大きな役割を果たした。
1987年に入ると、ハリスンはリンと共に久々のアルバム制作にとりかかる。同時期には、イギリスのチャールズ皇太子（現チャールズ3世）が主催するチャリティコンサート「プリンス・トラスト」にスター、クラプトンらと共に参加。およそ18年ぶりにイギリスで生演奏を行い、「ホワイル・マイ・ギター・ジェントリー・ウィープス」「ヒア・カムズ・ザ・サン」を演奏した。前年の同イベントにはマッカートニーが参加しており、2年連続でビートルズのメンバーが出演したことが話題となった。
リンを共同プロデューサーに迎えて制作されたアルバム『クラウド・ナイン』は、1987年11月に発売された。このアルバムの発表にあたってハリスンは、久々に世界中のメディアで大々的に宣伝を行い、その甲斐あってアルバムはアメリカを-はじめとする世界各国で大ヒットする。日本では、最も売れた彼のソロ作品となった。また、シングルカットされたカバー曲「セット・オン・ユー」は、1988年1月20日付のビルボードのシングル・チャートでNo.1（1988年度の年間チャートで16位）を記録。ハリスンが全米のヒットチャートで1位を記録したのは1973年以来であり、この大ヒットは彼の復活を決定的に印象付けた。また、このアルバムの成功をきっかけに、リンはブライアン・ウィルソンやランディ・ニューマンなどを手がける人気プロデューサーとなり、後の「ビートルズ・アンソロジー・プロジェクト」でも重要な役割を担うこととなった。同年ハリスンはリン、ボブ・ディラン、ロイ・オービソン、トム・ペティらと覆面バンド「トラヴェリング・ウィルベリーズ」を結成。所属レコード会社が違ったため、実名を伏せ、宣伝活動を行わなかったのだが、2枚のアルバムを発表し、1stアルバム『ヴォリューム・ワン』は、1989年度の第32回グラミー賞を受賞するなど、大きな成功を収めた。アルバムも6週連続No.3を記録した。また、1989年製作の映画『リーサル・ウェポン2/炎の約束』のエンディング曲として「チアー・ダウン」を提供。同曲は現在でも映画ファンに親しまれている。

#### 1990年代〜晩年

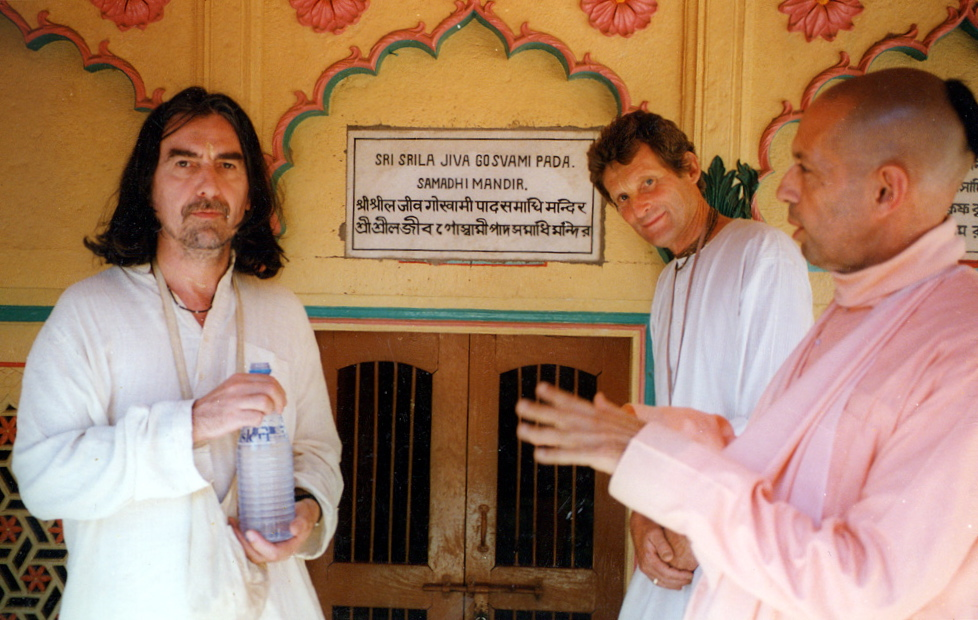
ジョージ・ハリスン（1996年）

1991年12月、エリック・クラプトンとのジョイント・ツアーで来日した。このツアーは、クラプトンが同年3月に息子を事故で亡くした直後にハリスン本人に申し入れて実現したもので、クラプトンのバンドによる全面的な支援のもとで行われた。ハリスンには1974年の北米ツアー以来17年ぶり、ビートルズ解散後の2度目のコンサート・ツアーであり、ビートルズ在籍時の1966年以来25年ぶりの日本公演だった。彼は広島公演の合間に密かに広島平和記念資料館を見学して、原子爆弾の恐ろしさを痛感した。クラプトンのコーナー以外のほぼ全容は、翌年に発売された2枚組のアルバム『ライヴ・イン・ジャパン』に収録された。日本だけで実現した本ツアーが、彼の生涯最後のコンサート・ツアーになった。
翌1992年4月6日、ロイヤル・アルバート・ホールで自分の支持政党である自然法党の支援を目的としたコンサートを開催した。日本公演とほぼ同じメンバーと内容で、クラプトンは不参加だったが、スター、ジョー・ウォルシュ、ゲイリー・ムーアらが共演した。母国での公開演奏は1969年1月のルーフトップ・コンサート以来で、これが生涯最後のものになった。同年10月16日、マディソン・スクエア・ガーデンで開催されたボブ・ディランのレコードデビュー30周年記念公演にクラプトンらと出演。これがハリスンにとって、生涯最後の公の場での演奏となった。
1994年、「ビートルズ・アンソロジー」プロジェクトが正式に始まり、マッカートニー、スターとの共同作業を行う。レノンが生前に残したデモ音源から「フリー・アズ・ア・バード」「リアル・ラヴ」の2曲をビートルズの正式な新曲として1995年と1996年に相次いで発表し、各国のチャートに入るヒットを実現した。
1997年、シャンカールのアルバム『チャント・オブ・インディア』をプロデュース。このアルバムの制作に全面的に協力したハリスンの思い入れは強く、彼はシャンカールと共に積極的に宣伝活動を行った。だが、同時期に喉頭癌が発見され、7月に手術を受けた。その後も放射線治療を続け、1998年に世間に手術の事実が判明した後も、数年間再発は見られなかったという。
1999年にはOBEを拒否した。理由はマッカートニーが1997年に授章した司令官騎士よりも下の階級だったので、勲章は自分を侮辱していると感じたためと、インディペンデントやBBCが報道している。この頃から、これまで発表したソロ・アルバムのリマスターの作業に自ら着手し始め、同時に新曲の制作も開始。21世紀に向けてミュージシャンとしての活動を再開した。同年末に自宅に侵入した変質者にナイフで襲われ、幸い命に別状はなかったものの重傷を負った。この事件が世界に与えた衝撃は非常に大きかった。
2001年、代表作『オール・シングス・マスト・パス』のリマスター盤を発表。また新作の完成が近いことを明かした。

### 死
だが肺癌が発見され、さらに脳腫瘍も併発していることが判明した。フランスでコバルト放射線治療を受け療養生活に入るが、世界中のタブロイド誌では彼の病状に関する様々な憶測が飛び交った。本人からは否定の声明が出されたものの、秋に入ると報道はさらに過熱した。
2001年11月には、各国の大衆紙が彼は危篤であると報道した。11月29日（日本時間11月30日早朝）、滞在先であるカリフォルニア州ロサンゼルスのビバリーヒルズにマッカートニーが借りていた家にて、家族やシャンカールたちに看取られながら死去した。享年58歳。最後の言葉は
Everything else can wait, but the search for God can't wait, and love one another.
他は全て待てるが、神の探求は待てない。そして互いに愛し合う事だ。
だった。

### 死後
死から約1年後の2002年11月18日、彼が制作していた新作が『ブレインウォッシュド』というタイトルで発売された。第46回グラミー賞では本アルバムが最優秀ポップ・ボーカル・アルバム部門、収録曲の「エニイ・ロード」が最優秀男性ポップ・ボーカル・パフォーマンス部門、「マルワ・ブルース」が最優秀ポップ・インストゥルメンタル・パフォーマンス部門にノミネートされ、「マルワ・ブルース」が受賞した。
一周忌にあたる同年11月29日、ロイヤル・アルバート・ホールでクラプトンの企画による追悼コンサート『コンサート・フォー・ジョージ』が開かれ、シャンカールと娘のアヌーシュカ・シャンカル、リン、トム・ペティ、マッカートニー、スター、ビリー・プレストン、ジョー・ブラウンと娘サム、ジュールズ・ホランドなど、ハリスンと親交の深かったアーティストたちが多数出演した。この模様は翌年にCDとDVDで発売された。
2003年、スターはハリスンへの追悼曲「ネヴァー・ウィザウト・ユー」をシングルで発表。同曲はアルバム『リンゴ・ラマ』にも収録されている。
2004年3月15日、ロックの殿堂入りを果たした。授賞式にはオリヴィアとダーニが出席し、リンとペティからトロフィーを受け取った。同時期にはワーナー在籍時代のアルバムがデジタル・リマスターを施されて再発売され、話題を呼んだ。2005年には彼のキャリア最大の功績の一つに挙げられる『バングラデシュ難民救済コンサート』（1971年）の模様を収録した『バングラデシュ・コンサート』のCDとDVDが装いも新たに再発された。2006年9月には、全米No.1アルバム『リヴィング・イン・ザ・マテリアル・ワールド』（1973年）のリマスター盤が、オリジナル・アルバムには未収録だった2曲を加えられて発売された。
2009年4月14日、ハリウッドの殿堂入りを果たした。彼は既にビートルズの元メンバーとして殿堂入りしており、個人ではレノンに次いで2人目となった。同年5月8日、アビー・ロード・スタジオで、『サージェント・ペパーズ・ロンリー・ハーツ・クラブ・バンド』が制作されていた1967年頃に当時23、4歳だった彼が書いたとみられる詞が、ビートルズの公式伝記の執筆者であるハンター・デイヴィスによって発見され、大英図書館にて展示された。同年6月16日、通算3枚目のベスト盤『レット・イット・ロール ソングス・オブ・ジョージ・ハリスン』が発売された。
2010年、ハリスンがプロデュースしたシャンカールのアルバム"Shankar Family & Friends"（1974年）、"Ravi Shankar's Music Festival from India"（制作1974年、発表1976年）、『チャント・オブ・インディア』（1997年）を中心にオリヴィアが編集したCDボックス『コラボレーション』が発表された。
没後10年である2011年、マーティン・スコセッシ監督によるドキュメンタリー映画『ジョージ・ハリスン/リヴィング・イン・ザ・マテリアル・ワールド』が公開された。
現在マッカートニー、スターに続き、英国王室から「Sir」の称号が与えられる見通しとなっている。

## 人物

### 宗教
ハリスンは1960年代後半以降、ヒッピー・ムーブメントや薬物に影響され、ヒンドゥー教に傾倒した。1965年までにはインドの宗教をビートルズの他のメンバーに紹介し、インド文化と神秘主義の賛美者になる。映画『ヘルプ!4人はアイドル』の撮影が行われていたバハマで、ビートルズはシヴァナンダ・ヨガの創始者であるスワミ・ビシュヌデバナンダの会合に出席。デバナンダは「ヨガの完全なイラストレーション・ブック」に署名してハリスンに渡した。ヒンドゥー教のヨガの伝統に沿って、1966年のビートルズ最終公演の頃から1960年代後半までに菜食主義者になった。1966年にラヴィ・シャンカールによって様々な宗教的なテキストが与えられた後、彼はスワミ・ヴィヴェカナンダとパラマハンサ・ヨーガナンダのヨガと、ライターの教えの生涯にわたる支持者として残った。
1968年、ビートルズの他のメンバー、ドノヴァン、ジェーン・アッシャー、ミア・ファロー、マイク・ラヴらとインドを訪れ、超越瞑想の修行を行った。1969年中頃、ロンドンにあるラダ・クリシュナ・テンプル（寺院）のメンバーによるシングル「ハリ・クリシュナ（Hare Krishna Mantra）」を、1971年には同曲を含むアルバム『ラダ・クリシュナ・テンプル』をプロデュースした。「マイ・スウィート・ロード」の曲中にも、クリシュナという歌詞が出てくる。

### 趣味
少年時代からスティーヴ・マックイーンやポール・ニューマンと同様、モータースポーツのファンで、1979年にも車好きを明らかにしている。また自分もドライバーとしてレースに参戦した。
アルバム『慈愛の輝き』（1979年）にF1ドライバーのジャッキー・スチュアートらに捧げた曲「ファースター」を収録して、同曲の印税を29歳で癌で亡くなったF1ドライバーのグンナー・ニルソンが創設した癌撲滅基金に寄付した。
自分と容姿が似ているF1ドライバーのデイモン・ヒルとも親交があり、参戦資金が不足していたヒルから支援を依頼する旨の手紙を受け取ると資金を提供した。数年後、彼はF1チャンピオンになったヒルからの返済の申し出を辞退した。

### 性格など
リンゴ・スターと最初に仲良くなったのはハリスンである。これは彼の人柄によるもので、ブライアン・エプスタインは「ジョージといると本当に心が休まる。ジョンやポールと一緒のときのように、何かしなくちゃいけないというプレッシャーが全くない」と語っており、「尊大ではなく誠実で人懐っこい性格だった」と言われている。
ビートルズのオリジナル・メンバーであるピート・ベストに再会することを望んで「僕はビートルズ時代にピートに何もしてあげられなかった。せめてピートに会って当時のことを謝りたかったんだ」と述べていたが、実現しなかった。
欧米では『静かなビートル（Quiet Beatle）』と呼ばれていた。

## ディスコグラフィ

### オリジナル・アルバム
- 『不思議の壁』 - Wonderwall（Film Soundtrack、1968年、Remastered 2014年）
- 『電子音楽の世界』 - Electronic Sound（1969年、Remastered 2014年）
- 『オール・シングス・マスト・パス』 - All Things Must Pass（1971年、Remastered 2001年&2014年）
- 『リヴィング・イン・ザ・マテリアル・ワールド』 - Living in the Material World（1973年、Remastered 2006年&2014年）
- 『ダーク・ホース』 - Dark Horse（1974年、Remastered 2014年）
- 『ジョージ・ハリスン帝国』 - Extra Texture (Read All About It)（1975年、Remastered 2014年）
- 『33 1/3』 - Thirty Three & 1/3（1977年、Remastered 2004年）
- 『慈愛の輝き』 - George Harrison（1979年、Remastered 2004年）
- 『想いは果てなく〜母なるイングランド』 - Somewhere in England（1981年、Remastered 2004年）
- 『ゴーン・トロッポ』 - Gone Troppo（1982年、Remastered 2004年）
- 『クラウド・ナイン』 - Cloud Nine（1987年、Remastered 2004年）
- 『ブレインウォッシュド』 - Brainwashed（2002年）

### 楽曲提供
- 「サワー・ミルク・シー」 - ジャッキー・ロマックス（1968年）
- 「想い出のフォトグラフ」 - リンゴ・スター（1973年）※スターとの共作
- 「ラック・マイ・ブレイン」 - リンゴ・スター（1981年）

### プロデュース
- 『ザ・プレイス・アイ・ラブ』（アルバム） - スプリンター
- 『アイ・アム・ミッシング・ユー』（EP） - ラヴィ・シャンカール

### 主な参加作品
- ジョン・レノン - 『イマジン』(1971年）
- リンゴ・スター - 『リンゴ』（1973年）『ヴァーティカル・マン〜リンゴズ・リターン』（1998年）
- クリーム - 『グッバイ・クリーム』（1969年）（クレジットはL'Angelo Misterioso）
- ジャック・ブルース - 『ソングス・フォー・ア・テイラー』（1969年）（クレジットはL'Angelo Misterioso）
- バッドフィンガー - 『ストレート・アップ』（1971年）
- ニッキー・ホプキンス - 『夢みる人』（1973年）（クレジットはGeorge O'Hara）
- ゲイリー・ムーア - 『スティル・ゴット・ザ・ブルーズ』（1990年）
- エレクトリック・ライト・オーケストラ - 『ズーム』（2001年）
- アルヴィン・リー - 『Nineteen Ninety-Four』 (1994年)[注釈 46]
- ジュールズ・ホランド-『Jools Holland's Big Band Rhythm & Blues』（2001年）[注釈 47]

## 主な使用楽器

### アコースティック・ギター
- エグモンド・276（EGMOND 276）
初めて入手したギター。1956年、13歳の時に同じ学校の友人レイモンド・ヒューズの所有ギターを3ポンド10シリングで購入した。
- ヘフナー・プレジデント
2本目に購入したギター。クオリーメンに加入する際に所持して、ピックアップを取り付けセミ・エレクトリックギターとして使用していた。後に別のバンド「スィンギング・ブルージーンズ」のメンバーが所有していたヘフナー・クラブ40と交換した。
- ギブソン・J-160E
デビュー前にマネージャーのブライアン・エプスタインから買ってもらったもの。レノンとお揃いだったが、レノンがその後何回か壊したり盗難にあって買い換えたのに対して、ハリスンはこの1本のみを使い続けた。
- ハープトーン　RS-6CN 
アメリカ、ニュージャージーのメーカー。
- ギブソン・J-200
1968年にアメリカで入手。「ゲット・バック・セッション」の際に使用されており、映画『レット・イット・ビー』でその姿を確認できる。アルバム『レット・イット・ビー』に収録された「フォー・ユー・ブルー」や、アルバム『アビイ・ロード』に収録された「ヒア・カムズ・ザ・サン」などの楽曲で使用されている。
- ギブソン・J-2000 
1991〜1993年に少数製作されたモデル。1991年の日本公演にて使用。J-200同様、大型ボディでシングル・カッタウェイ。ピックアップを後付けしてエレクトリック・アコースティックとして使用。
- マーティン・D-28
- マーティン・D-35
- マーティン・D-12-35 - D-35の12弦モデル
- ゼマティス
モデル名は不明だが、ジャンボ・タイプの12弦や比較的シンプルなモデルまで7本以上所有しているといわれている。
- ホセ・ラミレス（Jose Ramirez）
モデル名不明のクラシック・ギター。映画「A HARD DAY'S NIGHT」の中で使用しているが実際に所有していたかどうかは不明[注釈 48]。もともと1963年春に友人であるビートルズの面々とカナリア諸島テネリフェ島での休暇を過ごしたクラウス・フォアマンが西ドイツ(当時)への帰国途中に立ち寄ったマドリッドで購入したもの。1963年中頃にハリスンがアンドレス・セゴビアのクラシック・ギター奏法に興味を抱いてデュオ・ジェットとの交換で入手したとされる。なお、本モデルは21世紀となってホセ・ラミレスからInstrumentos Para Rondalla "GH"として復刻されている。

### エレクトリック・ギター

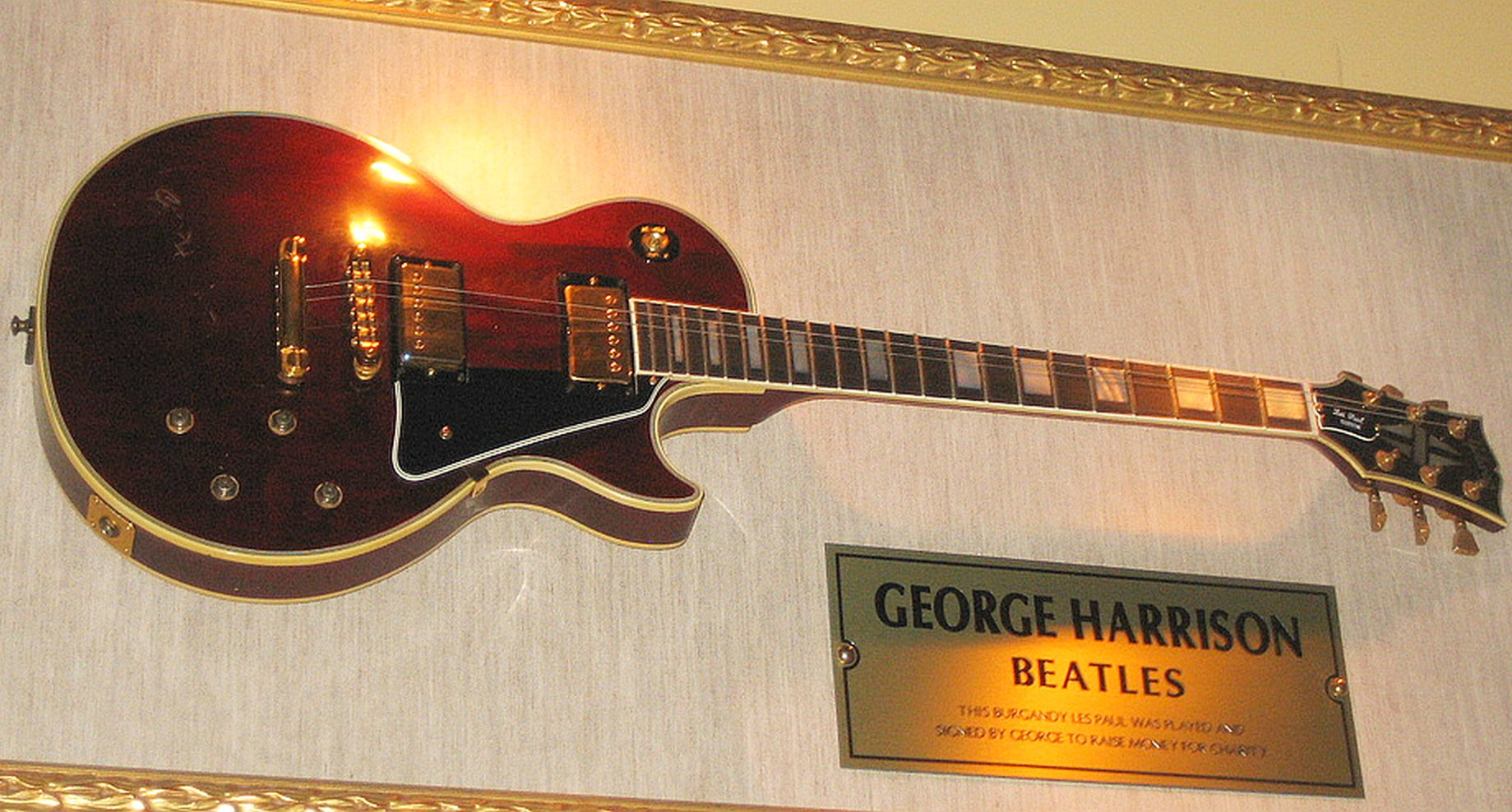
レスポール（ハードロックカフェ展示品）

- ヘフナー・クラブ40
1957年製。別のバンド「スィンギング・ブルージーンズ」のメンバーが所有していた物をヘフナー・プレジデントと交換して入手した、彼にとって初めての（後付けピックアップによらない）エレキギター。同時期にレノンも同じモデル（こちらは1959年製）を所有している。なお、1966年ハンブルクのスター・クラブが開催したコンテストで「ベスト・バンド」賞を受賞したスモール・フェイセズが賞品として獲得した、ビートルズ4人のサイン入り[注釈 49]クラブ40がこれと同一個体ではないかといわれている。
- ジョラーナ・グラジオッソⅡ・リゾネット
デビュー前に使用していた安価なギター。チェコスロバキアのメーカーからセルマー社製が輸入したものである。一般に「フューチュラマ」と言う名前で知られるがこれはセルマーがイギリスの市場にむけて付けた名前。フーチュラマはハグスロトローム、ヘフナーからの輸入品にもその名がつけられている。若き日のジミー・ペイジ、エリック・クラプトンらも使用した。単純に見た目が当時の若いミュージシャン達が憧れていたフェンダー・ストラトキャスターに似ているため購入したといわれているが、見た目はかなりフェンダーのそれとは異なっていて、シングルコイルのピックアップが3つあるのとヴォリュームのつまみが3つあり、白い大きなピックガードがあるくらいしか共通点はない。デビュー前のトニー・シェリダンとのポリドール・セッションの際にも用いられており、『ザ・ビートルズ・アンソロジー1』に収録された「マイ・ボニー」などでその音を聴くことができる。
- グレッチ・デュオ・ジェット（Gretsch G6128 Duo Jet）
デビュー直前から1963年中頃までステージおよびレコーディングで使用。1957年にリヴァプールの商船船員アイヴァン・ヘイワードがニューヨークのサム・グッディーズにて300ドルで購入、1962年夏にリヴァプール・エコー紙の広告で売りに出していたものを75ポンドで購入した。ハリスンが購入した時点でグレッチのロゴが入ったビグスビー製のB3型トレモロ・アームが搭載されていたが、エンド部分のストラップピンの位置が通常の位置から変わってしまっており、アームの搭載は前所有者のアマチュア・リペアによって行われたものであると考えられる。また、通常のデュオ・ジェット（G6128）はバックがメイプルであるが、ハリスンが所有するモデルはバックが黒であり、製造の過程で偶発的にそのように仕上げられてしまったか、もしくは同社の色違いモデルであるボディが赤でバックが黒のジェット・ファイアー・バード（G6131 Jet Firebird）のボディーカラーをリフィニッシュしたモデルである可能性がある。なお、1963年1月にネックに生じたクラックをリペアした際に、ネックとボディバックを黒にリペイントしている。一度クラウス・フォアマンの手に渡っていた[注釈 50]がその後買い戻しており、現在も遺族が所有している。アルバム『クラウド・ナイン』のジャケットには、ハリスンがこのギターを持って写っている。ボディは黒だが、塗装ではなくセルロイドを貼り付けていて、これはドラムメーカーでもあった同社のギターの特長でもある。なお、1963年初頭にキャヴァーン・クラブで撮影したと思われるボディー・カラーの異なる（赤色）ジェット・ファイアー・バードを弾く写真も残されているが、ハリスンはこのファイアー・バードについて質問された際に「たまたま試しただけのなんかさ」と返答しており、他人が所有していたモデルを一時的に借りていただけのようである[29]。

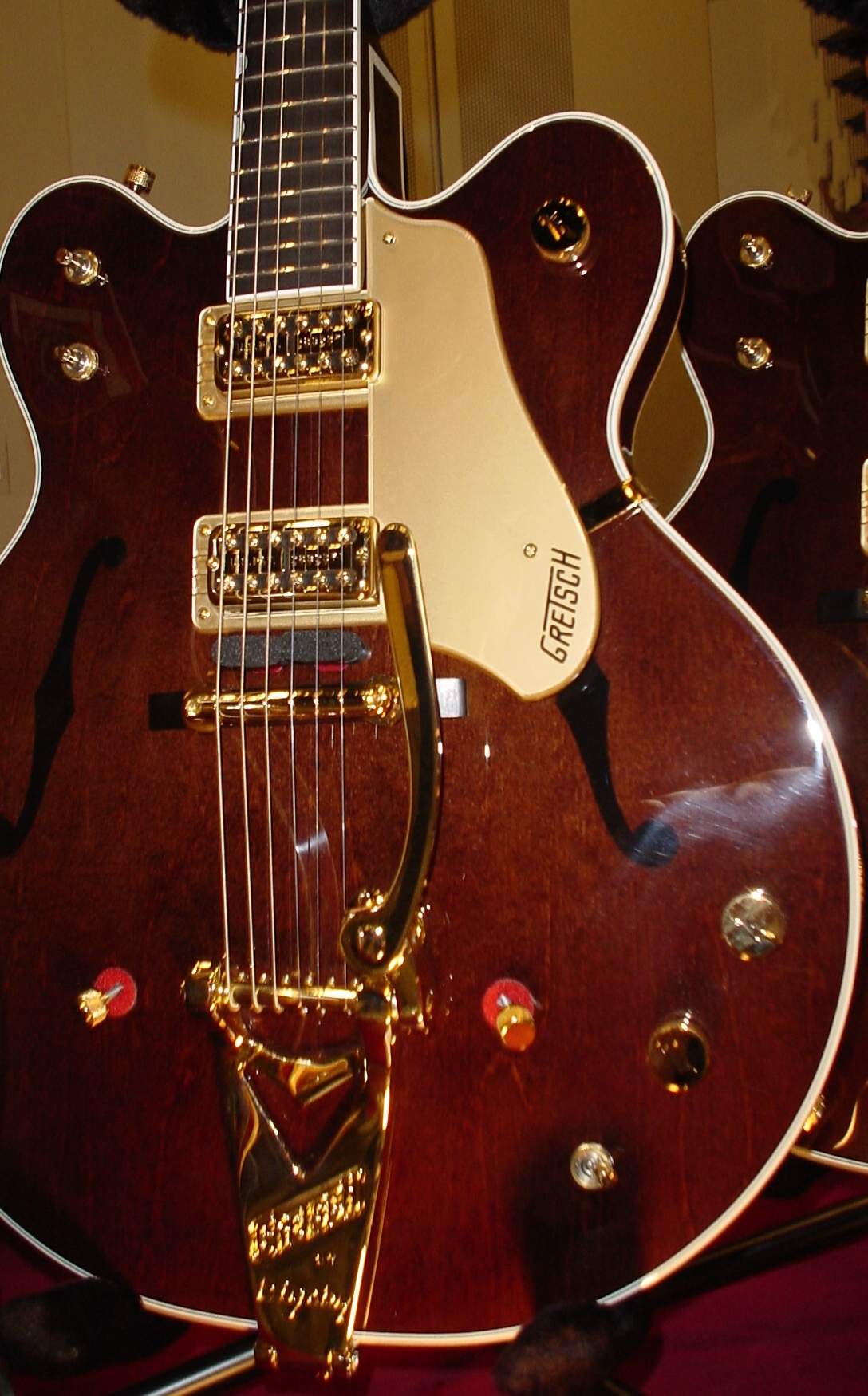
グレッチ G6122-1962 チェット・アトキンス・カントリー・ジェントルマン

- グレッチ・カントリー・ジェントルマン（Gretsch G6122-1962 Country Gentleman）
1963年4月に最初の1本目を購入し、「シー・ラヴズ・ユー」をはじめエド・サリヴァン・ショー出演時にも使われるなど、1965年初頭までステージやレコーディングで頻繁に使用。ミュート・スイッチの数や形状等から、少なくとも3本所有していたものと思われる。ダブルカッタウェイのホロウボディで、サウンド・ホールは開いていない（fホールのペイントのみ）。ピックアップはハムバッカーであるフィルタートロン。インタヴューで黒にリフィニッシュしたと述べている。
- リッケンバッカー425（Rickenbacker 425）
結婚して移住した姉に会いに1963年にアメリカに行った際に購入したもの。テレビ番組「レディ・ステディ・ゴー」出演時に使用している。色は購入当時は下記360/12と同じファイア・グロー（チェリー・サンバースト）だったが、レノンの325と同じ色にしたいというハリスンの希望で黒くリフィニッシュされた。ネックは325より長いミディアム・スケールである。
- リッケンバッカー・360/12
「ア・ハード・デイズ・ナイト」のイントロの1コードを奏でた事で有名な12弦ギターで、12弦独特の分厚いコーラス感と明るいサウンドが特徴。1963年製と1964年製の2本所有していた。'63の方は初アメリカツアーの際に、リッケンバッカーから直接プレゼントされたもので、ボディのエッジがシャープで、テールピースは平たいコの字型のタイプであり、'63年12月の試作2本目のものであった。'64の方は日本公演でも使用されたもので、ボディのエッジは丸みを帯びていてRickenbacker の R の文字を象ったテールピースを使っている。1本目はソロ時代の「ディン・ドン」「FAB」のプロモーションフィルムに登場し、現在も遺族に大切に保管されているが、2本目は後に盗難に遭い紛失した。
- グレッチ・テネシアン（Gretsch Tennessean）
1964年からステージやレコーディングに使われるようになり、1965年のツアーではメインギターであった。映画「ヘルプ!」での使用も知られている。シングルカッタウェイのホロウボディで、サウンド・ホールは開いていない（fホールのペイントのみ）。ピックアップはシングルコイルであるハイロートロンで強い高音が特徴。アルバムでは『ビートルズ・フォー・セール』以降でバンドサウンドに埋もれない個性的な音を聴くことができる。
- ギブソン・ES-345
1965年に撮影された一連のプロモーション・フィルムでその姿を確認できる[注釈 51]。1965年のイギリス・ツアーで使用している写真が残されている。
- フェンダー・ストラトキャスター
ハリスンはビートルズでメジャー・デビューを果たす前から、バディ・ホリーやハンク・マーヴィンらの影響でストラトキャスターを欲しがっていたが、当時は高額な税金がかかっており手が出ず、ビートルズのデビュー後しばらくは、ドイツで購入したグレッチや譲渡されたリッケンバッカー、ギブソンを使用した。
1965年の初頭、ハリスンは『ヘルプ！』セッション時に、自分とレノン用に2本ストラトキャスターを入手するようにマル・エヴァンズに依頼した。その際もし外見上お揃いであれば支払いは自分が持つというブライアン・エプスタインの言葉を聞いたエヴァンズがケントまで出向いて入手したもの。色は当時レアカラーであったソニックブルー、61年製のスラブボードと呼ばれるローズ指板のものである。レノン所有の個体に比べ若干ネックのフレイムが強く出ており、ヘッド裏に金色のデカールが認められる。その後彼自身の手によりサイケデリック塗装がほどこされ、『マジカル・ミステリー・ツアー』における「アイ・アム・ザ・ウォルラス」の映像で確認できる。1969年のデラニー＆ボニー＆フレンズのコンサートでも使用。愛称はロッキー。
ハリスンはこれ以外にも多数のストラトキャスターを所有し、ビートルズ解散後はメイン・ギターとして使用した。代表的なものとして、1971年の『バングラデシュ難民救済コンサート』では60年代製のボディに50年代製のメイプル・ネックが装着されたホワイトのモデル、1974年のアメリカ・ツアーでは'50年代製のサンバーストのモデルを使用。1991年の日本公演では、トリノ・レッドのエリック・クラプトン・モデルをはじめ数本を使用した。またフェンダーの下位ブランド、Squier製のストラトキャスターも所有、1987年のプリンス・トラスト・コンサート出演時に使用していた。もともと息子ダーニに買い与えた安価な日本製のモデルだが、意外な造りと音の良さを気に入って自分で使ったという。2006年に限定リイシューされた同モデルの型番には、彼の愛称「ダークホース」の略であるDHが付けられている[注釈 52]。
- ギブソン・SG・スタンダード
「ペイパーバック・ライター」「レイン」のプロモーション・フィルムでその姿を確認できる。ステージでは1966年5月のNMEポールウィナーズコンサートでのみ使用、また同年のツアー時にはスペアとして用意されており、日本公演の際もエピフォン・カジノのスペアとして持ち込まれていた。後にバッドフィンガーのピート・ハムに譲渡された。
- エピフォン・カジノ
1966年のコンサート・ツアーのメイン・ギターとして使用。ビグスビー製のトレモロ・アームが取り付けられており、型の違いにより全体的にやや細身なシェイプをしている点がレノンの同モデルと異なる。色はレノン所有のモデルと同じくサンバーストだったが、後にレノン同様に塗装を剥離した。現在はロンドン郊外のフライアー・パークにある自宅の壁に掛けられているという。
- ギブソン・レスポール
愛称ルーシー[30]。57年製ゴールドトップのものをSGと同じチェリーレッドにリフィニッシュしたもの。もともとクラプトンが所有していたものを1968年8月初旬に譲り受けて7日からのレコーディングで使用し始める。9月4日に「レヴォリューション」のPV撮影時に使用、6日の「ホワイル・マイ・ギター・ジェントリー・ウィープス」においてクラプトンがソロをオーヴァー・ダビングに使用している[31]。ハリスンはこのギターを1968年から1969年にかけてメインギターとして使用している[30]。その後もレノンの「オー・マイ・ラヴ」のレコーディングや、1974年の全米ツアーでも使用していた[注釈 53]。1970年に自宅から盗難の被害にあっているが、犯人によって楽器店へ売却され、それを購入した人物から58年型のレス・ポールと交換で買い戻されている。これ以外にも、1969年12月15日にロンドンのライシーアム劇場で開催されたUNICEF主催のチャリティー・コンサート『ピース・フォー・クリスマス』に出演したプラスティック・オノ・バンドに参加した時には[注釈 54]、クラプトンから借りた黒の59年製3ピックアップレスポール・カスタム[注釈 55]、1991年の日本公演では60年製サンバーストのレスポール・スタンダードを使用している。
- フェンダー・テレキャスター・オールローズ
1968年にフェンダー社が特注を受けて製作。エレキギターでは通常指板材として使用されるローズウッド(紫檀)を用いて、ボディとネックが造られている。1969年『レット・イット・ビー』のレコーディング・セッションで使用。映画『レット・イット・ビー』では全面的にフィーチャーされている。'69年12月、デラニー&ボニーのツアーにサポート参加した際、デラニー・ブラムレットに譲渡された。ハリスンは後に返却を要求したが拒否された。2003年にブラムレットにオークションにかけられたが、オリヴィア夫人の代理人に落札されて無事にハリスンの家に戻った。この他には「セット・オン・ユー」のプロモーションフィルムで使用した、メイプル指板で、ボディがバタースコッチ・フィニッシュの一般的なテレキャスターも所有していた。
- フェンダー・エレクトリックXII
1991年の日本公演で「恋をするなら」で使用。
- フリッツ・ブラザーズ・ロイ・ブキャナン・ブルースマスター（Fritz Brothers Roy Buchanan Bluesmaster）
1991年の日本公演に使用された。テレキャスターをベースにしたカスタムモデル。
- メイトン・マスターサウンド（Maton mastersound）
メイトンはオーストラリアのギター・メーカー。1963年のステージ写真で使用が確認できる。

### エレクトリック・ベース
- フェンダー・ジャズベース
1967–68年製と思われる、カラーはサンバーストで、ポジション・マークがブロック（四角）のモデル。1968年の『ザ・ビートルズ』セッションより使用。マッカートニーのアルバム『バンド・オン・ザ・ラン』の中ジャケットに掲載された写真の中に、マッカートニーが右利き用のジャズ・ベースを演奏しているものがあり、これと同一品である可能性がある。
- フェンダー・ベースVI
これも1967–68年製と思われる、カラーはサンバーストで、ポジション・マークがブロック(四角)のモデル。「ヘイ・ジュード」のPVで使用。レノンも「バック・イン・ザ・U.S.S.R.」や映画「レット・イット・ビー」にて同モデルを演奏しているため、ハリスンが所有していたものかどうかは不明である。1991年の日本公演では、エリック・クラプトン・バンドのアンディ・フェアウェザー・ロウ（元エーメン・コーナー）が「ホワイル・マイ・ギター・ジェントリー・ウィープス」で全く同仕様のモデルを演奏しており、同一品であった可能性がある。

### アンプ
- ヴォックス・AC30（VOX AC30）
ビートルズ・デビュー前から初期までのレコーディングにおいて最もよく使用されたアンプ[注釈 56]。真空管を使用していて独特な粘りのあるサウンドで、個々のギターの特徴と混じり合って音を出す。これこそ初期ビートルズサウンドの大きな要素である。一方、当時のPAシステムは貧弱でアンプ・スピーカーからの出音頼みだったが、出力が低い同アンプはライヴには向かなかった。
- ヴォックス・AC50（VOX AC50）
- ヴォックス・スーパー・ビートル（VOX SUPER BEATLE, VOX AC200）
ビートルズのコンサートでは観客に殆ど音が聞こえない、という状況を打開するため、ヴォックス社が上記AC30などに代わるものとして開発・提供した大型で高出力のスタックアンプ。100Wのものと200Wのものがあり真空管を使用し粘りのあるサウンド。ヴォリュームを最高にして使用しているようで、その分、アンプの持つサウンドより箱鳴りのサウンドの方が大きく聞こえる。
- フェンダー・ベースマン
1964年製。ホワイトトゥーレックスモデル。元々は『ラバー・ソウル』セッション時にマッカートニーがベース・アンプとして導入。アルバム『サージェント・ペパーズ・ロンリー・ハーツ・クラブ・バンド』あたりよりハリスンがギター・アンプとして使い始める。
『ゲット・バック・セッション』のトゥイッケナム・スタジオ期後半でも使用し、解散後のレノンのアルバム『イマジン』のセッションに参加した時もメインアンプとして使用した、使用歴の長いアンプである。
- フェンダー・ツインリヴァーブ

### その他
- シタール

## 来日公演
ビートルズ
- "Rock Legends Tour" George Harrison with Eric Clapton Japan Tour 1991（1991年）
  - 12月01日 横浜 横浜アリーナ
  - 12月02日・3日・10日・11日・12日 大阪 大阪城ホール
  - 12月05日 名古屋 名古屋市国際展示場
  - 12月06日 広島 広島サンプラザ
  - 12月09日 福岡 福岡国際センター
  - 12月14日・15日・17日 東京 東京ドーム
    - ジョイントライブ：ジョージ・ハリスン with エリック・クラプトン and ヒズ・バンド

## ダークホース・レコードに所属したミュージシャンやグループ
- ジョージ・ハリスン
- ラヴィ・シャンカール
- スプリンター
- ケニ・バーク
- ステアステップス
- アティテュ－ズ
- ヘンリー・マッカロウ
- ジヴァ[32]

## トリビュート・アルバム
- 『Gentle Guitar Dreams』 - （2002年）
  1. GOT MY MIND SET ON YOU/ホフディラン
  2. I NEED YOU/ムーンライダーズ
  3. WHEN WE WAS FAB/鈴木茂バンド
  4. SOMETHING/沢田研二
  5. THE LIGHT THAT HAS LIGHTED THE WORLD/白鳥マイカ・田中和将・亀井亨・根岸孝旨
  6. IF I NEEDED SOMEONE/TIMESLIP-RENDEZVOUS
  7. WHAT IS LIFE/THE COLLECTORS
  8. TAX MAN/BOX（杉真理・松尾清憲）
  9. I ME MINE/野宮真貴 with 花田裕之
  10. FAR EAST MAN/高野寛
  11. HERE COMES THE SUN/堂島孝平
  12. DING DONG, DING DONG/hi*limits&黒沢健一
  13. WHILE MY GUITAR GENTLY WEEPS/千住明